# Waltera
Waltera es un género de bacterias de la familia Lachnospiraceae. Actualmente (2023) contiene sólo una especie: Waltera intestinalis. Fue descrita en el año 2021. Su etimología hace referencia al profesor Jens Walter, por sus contribuciones al campo de la microbiota del intestino. El nombre de la especie hace referencia a intestino. Se tiñe gramnegativa, aunque posiblemente tenga estructura de grampositiva con pared delgada, como otros géneros de la misma familia. Es anaerobia estricta y móvil. Tiene forma de bacilo de 2-4 μm de longitud. Tiene un contenido de G+C de 46,3%. Se ha aislado de las heces de un cerdo en Alemania. 